# Stéphanie Dubois
Stéphanie Dubois (Laval, 31 oktober 1986) is een professioneel Canadees tennisspeelster. Ze begon met tennis toen ze vijf jaar oud was. In 2001 speelde ze haar eerste ITF-toernooi, en in 2004 won ze haar eerste ITF-toernooi in Hamilton, Canada. In datzelfde jaar won ze met Klejbanova ook het ITF-dubbelspeltoernooi van Jackson (USA).

## Prestatietabel
| Legenda | Legenda                          |
| ------- | -------------------------------- |
| g.t.    | geen toernooi gehouden           |
| l.c.    | lagere categorie                 |
| –       | niet deelgenomen                 |
| G       | uitgeschakeld in de groepsfase   |
| 1R      | uitgeschakeld in de eerste ronde |
| 2R      | uitgeschakeld in de tweede ronde |
| 3R      | uitgeschakeld in de derde ronde  |
| 4R      | uitgeschakeld in de vierde ronde |
| KF      | uitgeschakeld in de kwartfinale  |
| HF      | uitgeschakeld in de halve finale |
| F       | de finale verloren               |
| W       | het toernooi gewonnen            |
| w-v     | winst/verlies-balans             |

### Grand slam, enkelspel
| Toernooi        | 2006 | 2007 | 2008 | 2009 | 2010 | 2011 | 2012 |
| --------------- | ---- | ---- | ---- | ---- | ---- | ---- | ---- |
| Australian Open | –    | –    | 1R   | 1R   | 1R   | –    | 2R   |
| Roland Garros   | –    | –    | 1R   | –    | 1R   | –    | 1R   |
| Wimbledon       | –    | –    | 1R   | 1R   | 1R   | 2R   | 1R   |
| US Open         | 1R   | –    | –    | 2R   | –    | –    | –    |

### Grand slam, dubbelspel
Dubois speelde tot en met 2012 niet in het dubbelspel op een grandslamtoernooi.